# Blue Star 1
Il Blue Star 1 è un traghetto appartenente alla compagnia di navigazione Blue Star Ferries.

## Servizio
Varato il 18 dicembre 1999 nel cantiere navale Van der Gissen de Noord di Krimpen aan den IJssel con il nome di Blue Star 1 e consegnato il 6 giugno 2000 alla Strintzis Lines, prende servizio il 13 giugno nei collegamenti tra Ancona, Brindisi e Patrasso sotto le insegne della controllata Blue Star Ferries.
Il 1º gennaio 2001 lo scalo a Brindisi viene soppresso.
Nel luglio del 2002 viene trasferito nei collegamenti tra Il Pireo, Patmos, Leros, Kos e Rodi.
Il 4 marzo 2005 torna in servizio nell'Adriatico, nei collegamenti tra Patrasso, Igoumenitsa e Bari.
Il 3 gennaio 2007 termina il servizio nei collegamenti tra Italia e Grecia e viene trasferito nei cantieri navali Neorion di Syros, dove viene sottoposto a lavori di ristrutturazione, durante i quali vengono aggiunte 15 nuove cabine.
Terminati i lavori, il 26 gennaio 2007 salpa dal Pireo per Zeebrugge, dove giunge tre giorni dopo. Il giorno stesso prende servizio nei collegamenti tra Zeebrugge e Rosyth.

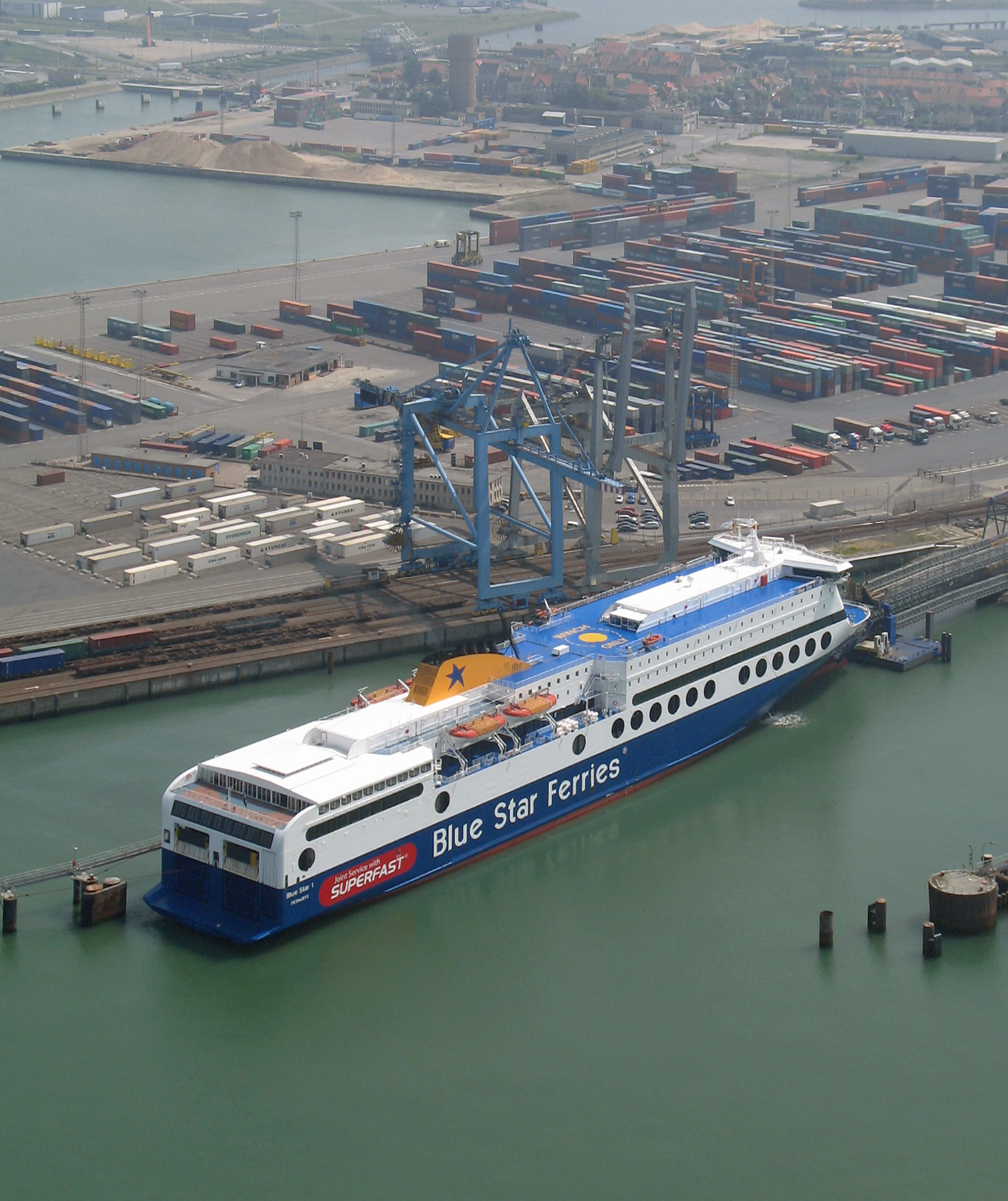
Il Blue Star 1 ormeggiato a Zeebrugge nel 2007.

Il 14 settembre 2008 termina il servizio nei collegamenti tra Scozia e Belgio ed il 19 settembre giunge a Patrasso, dove 5 giorni dopo prende servizio nei collegamenti tra Patrasso, Igoumenitsa e Bari.
Dal 10 febbraio al 21 marzo 2011 lo scalo a Bari viene spostato ad Ancona. Dal giorno successivo torna regolarmente a scalare a Bari.
Il 27 marzo 2011 viene trasferito nei collegamenti tra Il Pireo, Syros, Santorini, Patmos, Leros, Kos e Rodi.

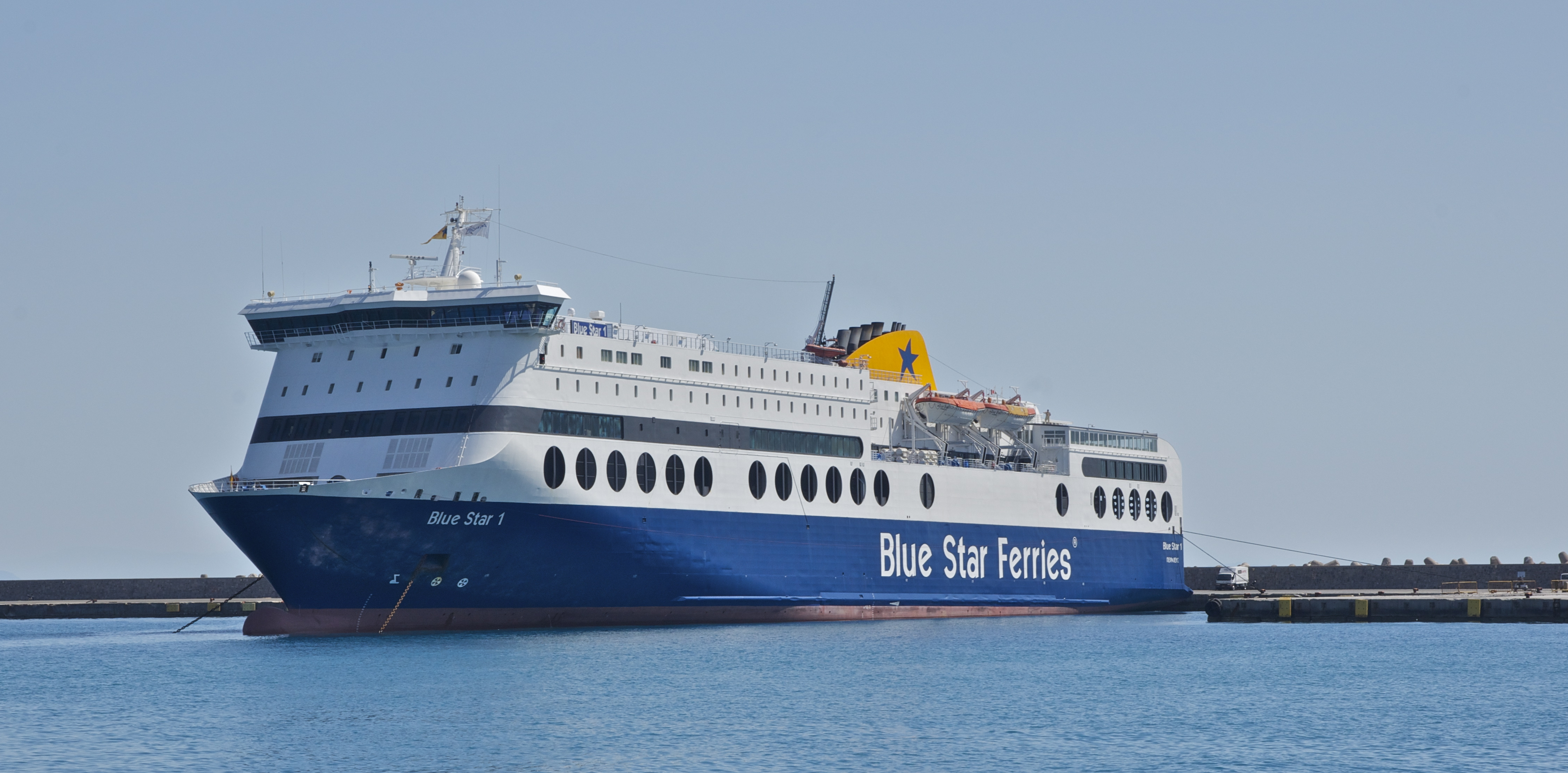
Il Blue Star 1 ormeggiato a Rodi nel 2011.

Il 1º febbraio 2012, nell'ambito della joint venture tra Anek Lines ed Attica Group, viene trasferito nei collegamenti tra Il Pireo ed Heraklion.
Dal 15 novembre all'8 dicembre 2013 torna ad operare nei collegamenti tra Ancona, Igoumenitsa e Patrasso.
Dal 9 gennaio al 30 marzo 2014 opera nei collegamenti tra Il Pireo, Mytilene e Chios. Dal 3 aprile torna in servizio nei collegamenti tra Il Pireo, Santorini, Kos e Rodi.
Il 26 ottobre 2014 viene trasferito sulla Pireo-Chios-Mytilene.
Il 29 gennaio 2015 torna brevemente in servizio sulla Il Pireo-Heraklion. Il 23 febbraio viene trasferito nei collegamenti tra Il Pireo, Syros, Patmos, Leros, Kos e Rodi.
Dal 26 maggio 2015 al 2020 opera nei collegamenti tra Il Pireo, Psara, Chios, Mytilene ed in quelli tra Il Pireo, Karlovasi, Chios, Mytilene, Lemnos e Kavala.

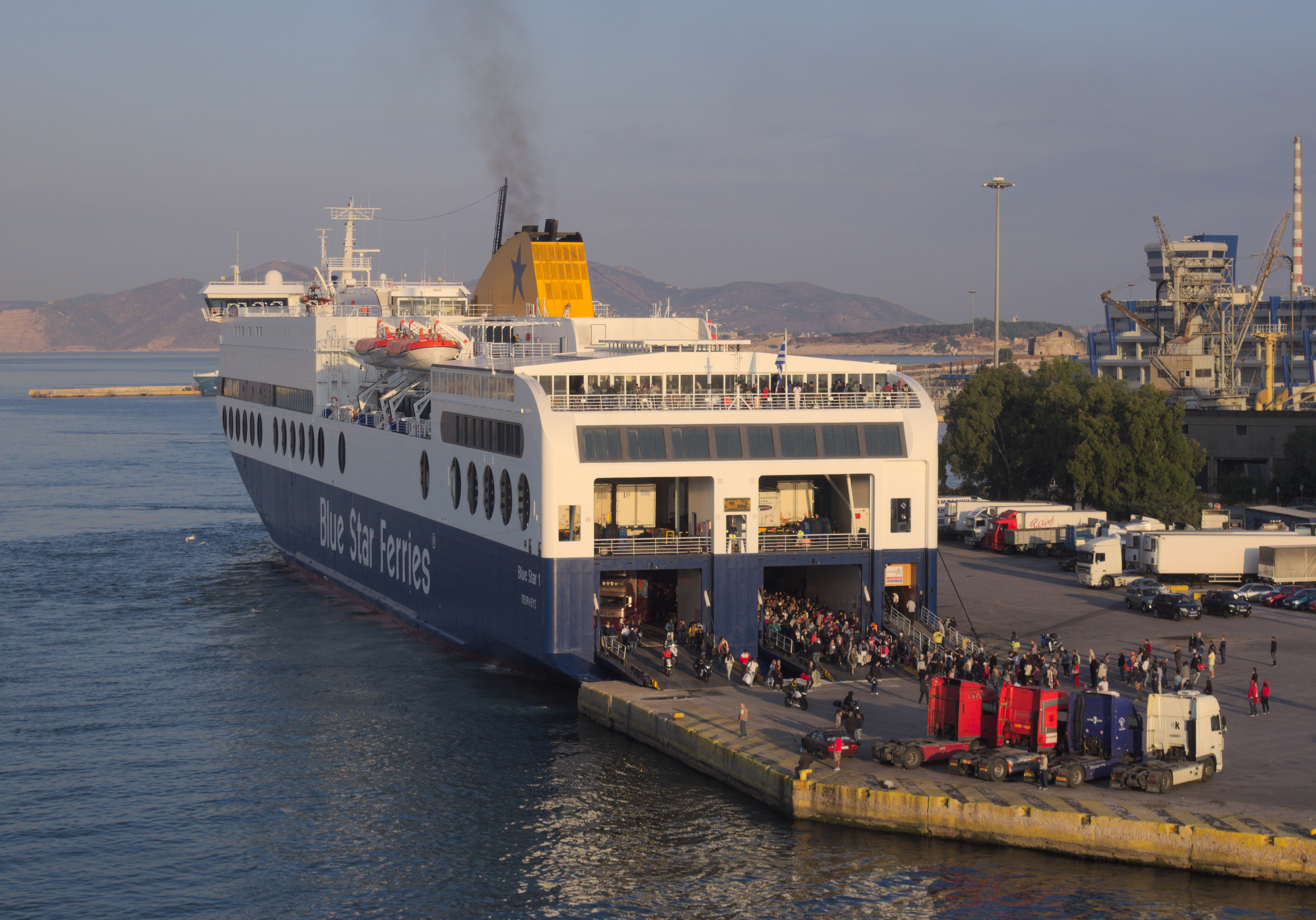
Il Blue Star 1 ormeggiato al Pireo nel 2015.

L'11 settembre 2020 viene disarmato al Pireo.
Il 3 marzo 2021 ne viene annunciato il noleggio alla Irish Ferries ed il 31 marzo salpa dal Pireo per il Rosslare Europort, dove giunge il 5 aprile. Il giorno successivo prende servizio nei collegamenti tra Rosslare e Pembroke.

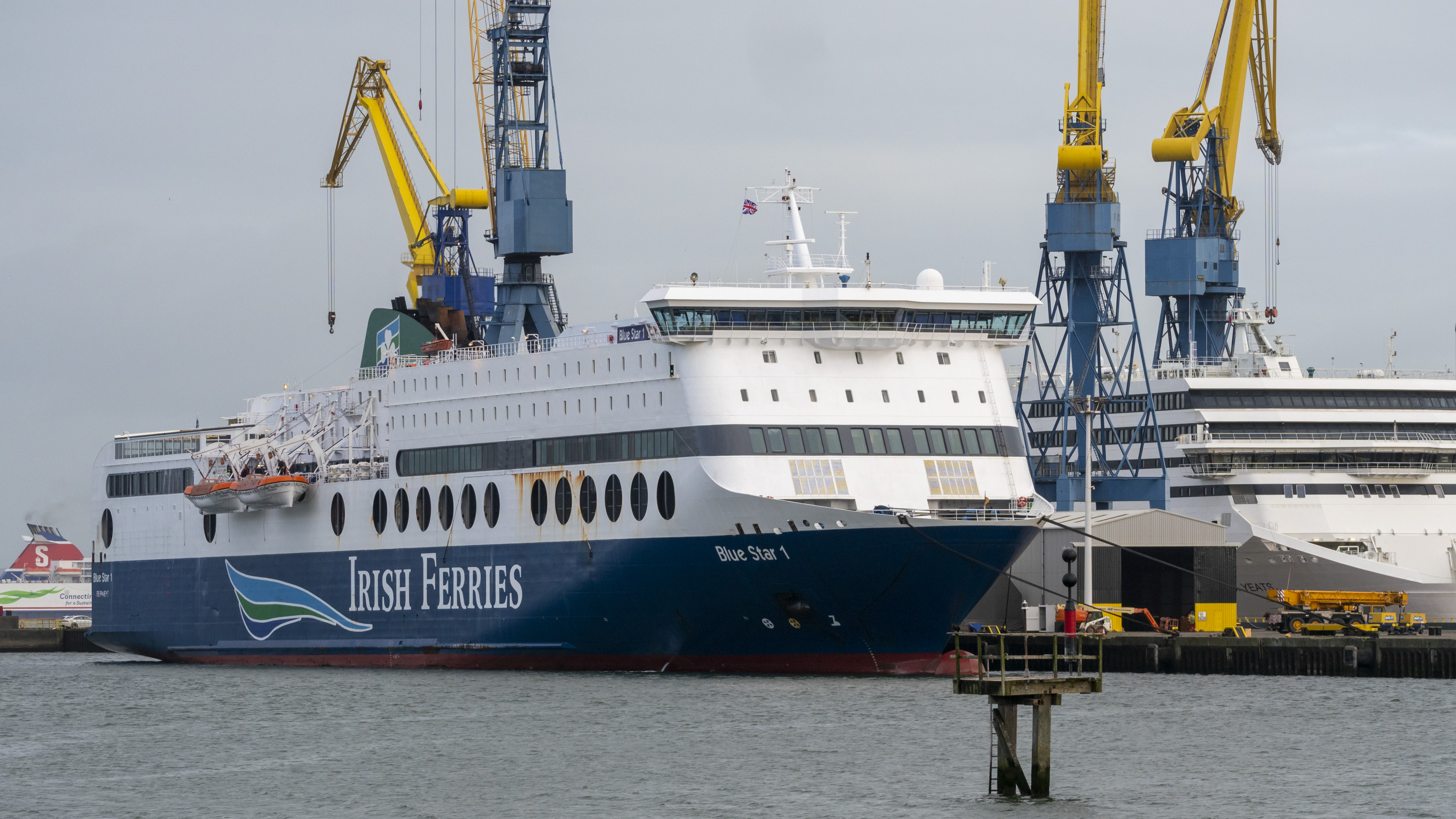
Il Blue Star 1 in cantiere a Belfast nel 2021.

Il 30 maggio 2023 termina il noleggio alla Irish Ferries ed il giorno successivo salpa per Perama, dove giunge il 6 aprile. Nello stesso mese torna in servizio per Blue Star Ferries nei collegamenti tra Il Pireo, Chios e Mytilene, dove opera tutt'oggi.

## Navi gemelle
- Blue Star 2